# Lycksökerskorna
Lycksökerskorna (engelska: The Buccaneers), är en roman från 1938 av den amerikanske författaren Edith Wharton.
Wharton hann dock inte avsluta Lycksökerskorna innan sin död utan den är färdigställd av Marion Mainwaring.  

## Handling
Boken utspelar sig på 1870-talet, och handlar om fyra unga kvinnor från nyrika amerikanska familjer som reser till England för att söka lyckan. Deras uppsluppna beteende väcker ett visst uppseende i de gamla anrika aristokratiska kretsarna. 
Men eftersom deras familjer är mycket förmögna så blir de ändå eftertraktade av unga adelsmän som har titlar och herresäten men tomma kassor. Man får följa kvinnorna på den snåriga resan till äktenskap, som inte riktigt blir vad de hade föreställt sig.

## Huvudkaraktärer
- Annabel "Nan" St. George
- Virginia "Jinny" St. George
- Conchita "Connie" Closson
- Elizabeth "Lizzy" Elmsworth
- Mabel "Mab" Elmsworth
- Laura Testvalley, guvernant
- Miss Jacqueline March
- Ushant, hertigen av Tintagel
- Guy Thwaite
- Lord Richard Marable
- Lord Seadown
- Hector Robinson
- Mrs. St. George
- Överste Tracy St. George
- Mrs. Closson
- Mr. Closson
- Teddy de Dios-Santos
- Mrs. Elmsworth
- Lord Brightlingsea
- Selina, Lady Brightlingsea
- Blanche, änkehertiginnan av Tintagel
- Sir Helmsley Thwaite
- Lady Idina Churt

## Filmatiseringar
- 1995 - Lycksökerskorna, med bland andra Carla Gugino, Mira Sorvino, Rya Kihlstedt, Greg Wise och Connie Booth.